# Galanomma microphtalmum
Genre
Espèce
Galanomma microphtalmum, unique représentant du genre Galanomma, est une espèce d'opilions laniatores de la famille des Zalmoxidae.

## Distribution
Cette espèce est endémique des îles Galápagos au Équateur.

## Description
Le mâle holotype mesure 15,5 mm.

## Publication originale
- Juberthie, 1970 : « Opilions des Galapagos 9.: Galanomma microphthalma gen. nov. sp. nov. » Résultats scientifiques de la Mission zoologique belge aux îles Galapagos et en Ecuador (N. et J. Leleup, 1964–5), musée royal de l'Afrique centrale, Tervuren, vol. 2, p. 137–153.